# 1992 PS6
1992 PS6 är en asteroid i huvudbältet som upptäcktes den 6 augusti 1992 av den amerikanske astronomen Henry E. Holt vid Palomarobservatoriet.
Asteroiden har en diameter på ungefär 4 kilometer och den tillhör asteroidgruppen Vesta.